# بوریس گاگانلوف
بوریس گاگانلوف (بلغاری: Борис Aтанасов Гаганелов؛ ۷ اکتبر ۱۹۴۱ – ۵ ژوئن ۲۰۲۰) بازیکن فوتبال اهل بلغارستان بود.
از باشگاه‌هایی که در آن بازی کرده‌است می‌توان به باشگاه فوتبال زسکا صوفیه اشاره کرد.
وی همچنین در تیم ملی فوتبال بلغارستان بازی کرده‌است.